# Feldbahnmuseum Hildesheim

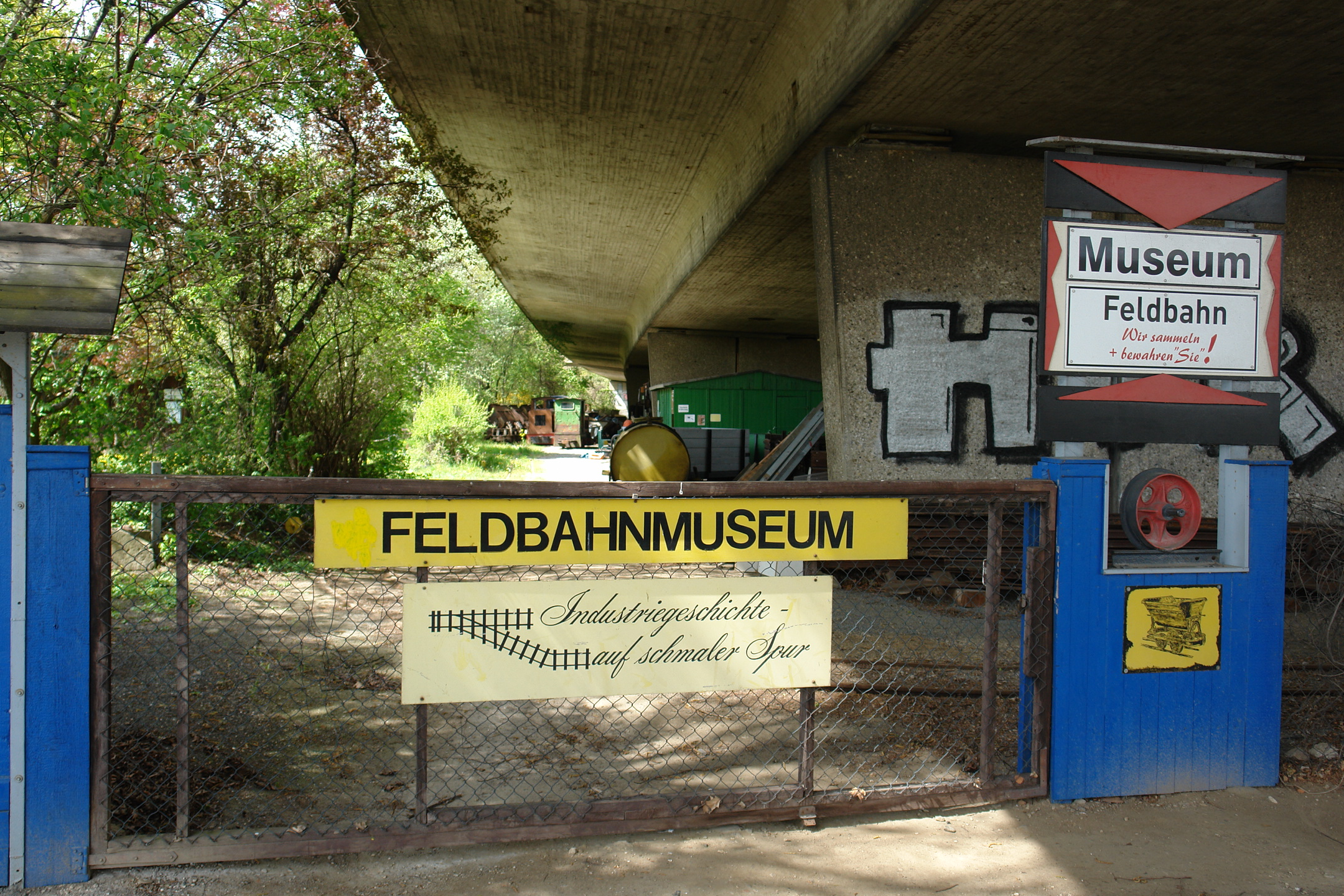
Eingang des Feldbahnmuseums Hildesheim

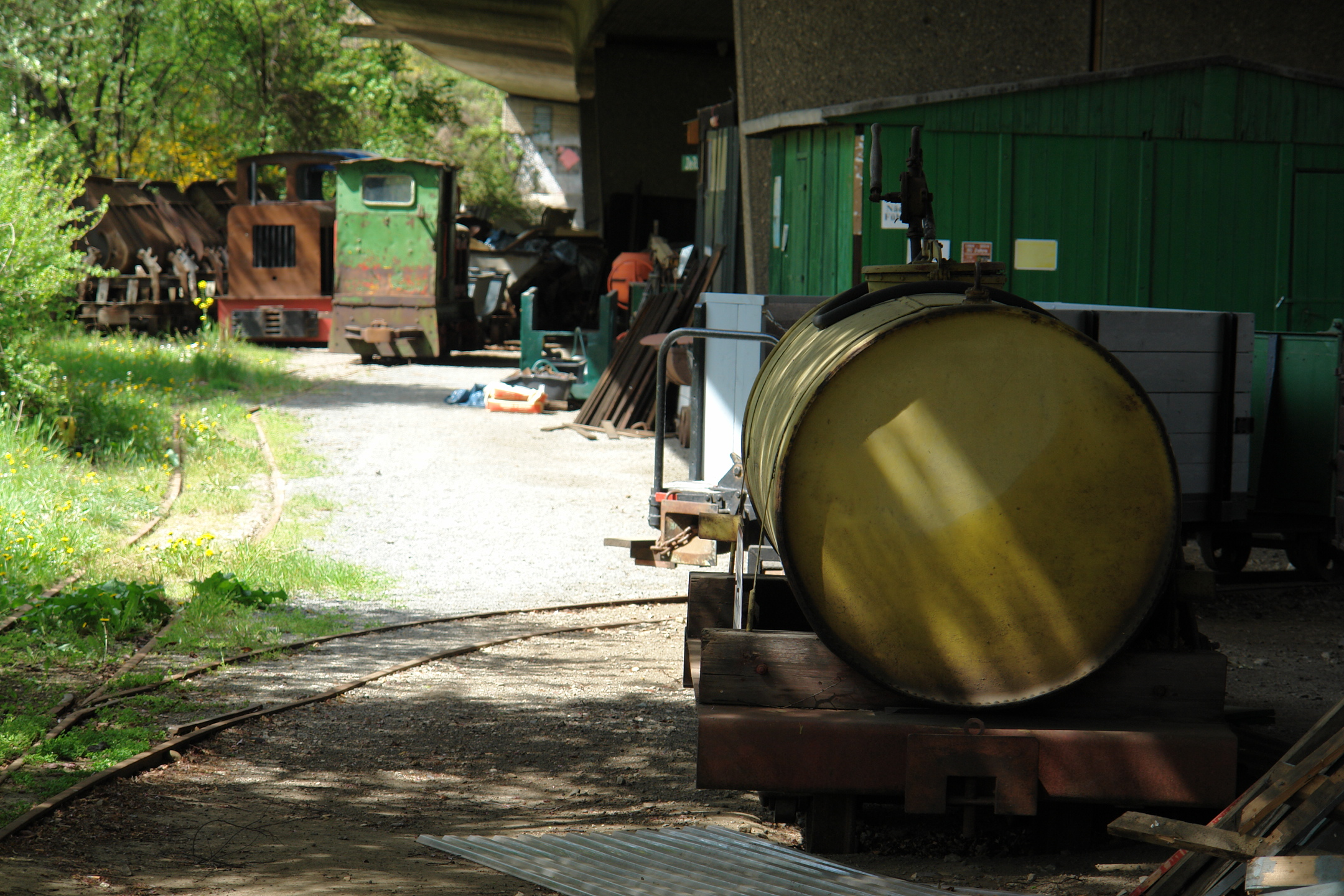
Schienenfahrzeuge auf dem Museumsgelände

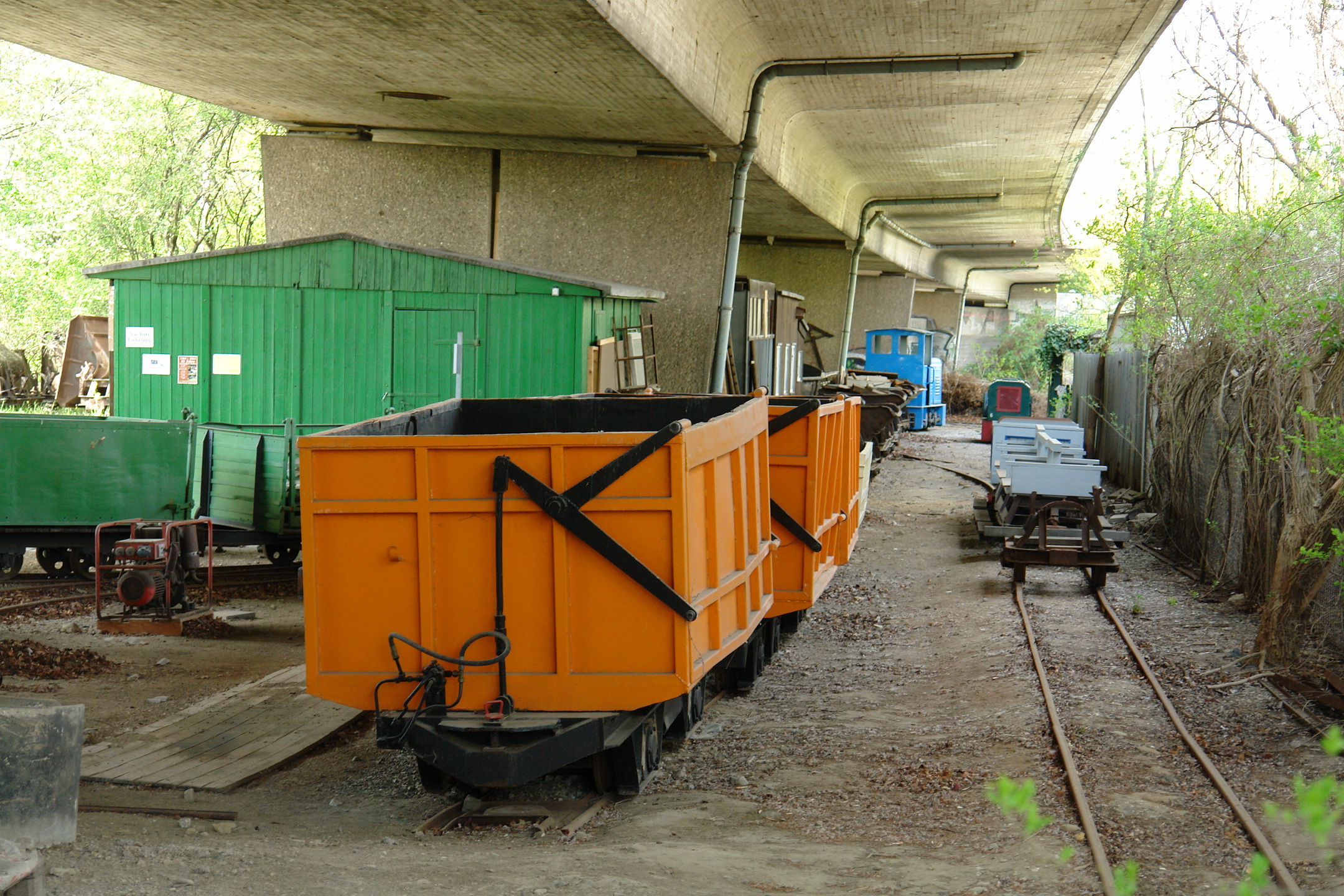
Schienenfahrzeuge des Feldbahnmuseums unter einer Straße

Das Feldbahnmuseum Hildesheim – Lokale Industriegeschichte auf 600 mm Spurweite war von 1983 bis 2014 ein privates Museum zur Erhaltung von Feldbahn-Fahrzeugen der Spurweite 600 mm in der niedersächsischen Stadt Hildesheim. Die private Sammlung bestand aus 30 Lokomotiven und fast 100 Wagen. Damit besaß das Feldbahnmuseum Hildesheim eine der umfangreichsten Sammlungen in Deutschland. Sie zeigte einen Überblick über 120 Jahre Feldbahngeschichte des Hildesheimer Landes.

## Geschichte
Die Museumsbahn wurde 1983 von Werner Voß und seinem Sohn Andreas Voß nach der Übernahme der Lokomotiven der Ziegelwerke Albert in Algermissen ermöglicht. Da sich die Museumsbahn im Herkunftsort Algermissen nicht verwirklichen ließ, weil die vorhandene Strecke in Algermissen nicht weiter benutzt werden konnte, wechselte das Museum 1984 auf seinen neuen Standort in Hildesheim. Das Ausstellungsgelände befand sich am Kennedydamm (B 494) unter einer Straßenbrücke der B 6 zwischen den Kreuzungen Kennedydamm-Sachsenring und Kennedydamm-Güldenfeld.
An öffentlichen Fahrtagen konnte die Museumsbahn in Aktion besichtigt werden. Das Feldbahnmuseum konnte zuletzt am 3. August 2014 und am 7. September 2014 besucht und befahren werden. Danach wurden Pläne bekannt, die Brücke über dem Museum abzureißen und durch eine breitere Brücke zu ersetzen. Deshalb musste das Feldbahnmuseum unter der Brücke entfernt werden. Im Jahr 2015 wurde in der Nähe ein neuer Standort für das Feldbahnmuseum gefunden: die ehemalige Hundefreilauffläche im Güldenfeld etwas weiter nördlich am Kennedydamm in Hildesheim.
Im Herbst 2017 entschieden sich der Betreiber aus Alters- und Krankheitsgründen und sein Sohn aus beruflichen Gründen, das Bahnmuseum nicht auf den neuen Standort zu verlegen, sondern in Einzelstücken zu verkaufen.